# Кубански трогон
Кубански трогон или токороро (лат. Priotelus temnurus) је врста птице која припада реду и породици трогона. Ендемска је врста и среће се искључиво на архипелагу Куба у Карипском мору. Због љепоте перја и боја које се подударају са оним на државној застави, кубански трогон је национална птица Кубе.

## Таксономија и систематика
Кубански трогон дели род са хиспаниоланским трогоном (лат. Priotelus roseigaster). Има двије подврстеː Priotelus t. temnurus и Priotelus t. vescus.
Шпански назив за ову птицу је токороро (шп. tocororo) или рјеђе токолоро. Ово име настало је због њеног специфичног оглашавања.

## Опис
Кубански трогон достиже величину од 25 до 28 cm. Мужјаци су у просјеку незнатно већи од женки. Нема полног диморфизма. Препознатљив је по бојама перја, које се подударају са бојама на националној застави Кубе. Упадљива, бљештава црвена боја прекрива трбушни дио. Горњи дио је смарагднозелене, понекад пресијавајуће, тамноплаве боје. Глава је плава са љубичастим сјајем и црном шаром која се пружа од кљуна преко црвених очију. Снажан кљун је такође црвенкасте или смеђе боје. Перје на крилима је углавном тамно, од тамнозелене до црне боје са бијелим тачкастим шарама. Бијела боја прекрива и врат и горњи дио груди. Реп је грађен из три слоја ретрикса. Перје на врху репа је изразито проширено и обликовано као да је исјечено маказама. Доња покривна пера репа су бијела. Споља је љубичасто-зелене или тамноплаве боје. Канџе су обојене тамно. Два прста су окренута према напред, а два према назад, карактеристично за трогоне. Женке имају перје чија је боја мало блијеђа у односу на мужјаке. Боја младунчади није бљештава као код одраслих јединки. Подврста Priotelus t. vescus се разликује по свјетлијој боји доњих дијелова тијела, већем и јачем кљуну и мањем репу и крилима.

## Распрострањеност
Кубански трогон је ендемска врста, присутна широм острва Куба. Често се среће и широко је распрострањен. Теже га је наћи на великим спрудовима сјеверно од провинције Камагвеј. Живи и на сусједном острву Хувентуд (шп. Isla de la Juventud) као подврста Priotelus t. vescus.
Највише му одговарају влажна и затамњена подручја, често уз водене изворе и ријеке. Живи у свим врстама шума, чак и у тешко оштећеним. Среће се и у приобалним регијама и планинама до 2,000 m надморске висине. Преферира терене са већом надморском висином.

## Понашање
У кретању кубанског трогона се не запажа нарочита активност. Мирује у усправном положају дужи временски период. Одликују га краткотрајни и гласни летови. Не задржава се на тлу. Не напушта острво, али мијења станиште у зависности од годишњег доба. Углавном се креће у пару. Примијећено је да се кубански трогон не може узгајати у заточеништву, јер у том случају мијења уобичајено понашање; престаје да се храни, не оглашава се, квалитет перја слаби. Ова особина је још један разлог да се кубански трогон прогласи националном животињом, будући да је кубански народ кроз историју углавном тежио ка слободи и осамостаљењу.
Сезона парења кубанских трогона траје од априла до јула. Моногамни су у току сезоне. Јаја полажу у природна удубљења или напуштена гнијезда дјетлића. Јаја су бијела, овалног облика и најчешће их је 3 до 4.
Храни се разним инсектима, бобицама и воћем, које проналазе у лету. Користе и нектар из цвијећа. У исхрани се служе дугачким језиком. Бубац је релативно велик, сферичног облика. Младунчад хране ситним гмизавцима и инсектима.
Специфична вокализација је један од главним начина препознавања ове птице. Пјесма им је гласна и брза. Кубански трогон се оглашава у серијама звукова, који се описују као токо-токо-токоро-токоро. Отуд потиче и локални назив токороро.

## Стање угрожености
Кубански трогон није угрожена врста и њено одржавање је стабилно.